# Lijst van administratieve eenheden in Lâm Đồng
Deze lijst bevat een overzicht van administratieve eenheden in Lâm Đồng (Vietnam).
De provincie Lâm Đồng ligt in het zuiden van Vietnam, dat ook wel Đông Nam Bộ wordt genoemd. De oppervlakte van de provincie bedraagt 9776,1 km² en Lâm Đồng telt ruim 1.198.000 inwoners. Lâm Đồng is onderverdeeld in twee steden en tien huyện.

## Stad

### Thành phố Bảo Lộc
- Phường BLao
- Phường I
- Phường II
- Phường Lộc Phát
- Phường Lộc Sơn
- Phường Lộc Tiến
- Xã Đại Lào
- Xã Đam Bri
- Xã Lộc Châu
- Xã Lộc Nga
- Xã Lộc Thanh

### Thành phốĐà Lạt
- Phường 1
- Phường 10
- Phường 11
- Phường 12
- Phường 2
- Phường 3
- Phường 4
- Phường 5
- Phường 6
- Phường 7
- Phường 8
- Phường 9
- Xã Tà Nung
- Xã Trạm Hành
- Xã Xuân Thọ
- Xã Xuân Trường

## Huyện

### Huyện Bảo Lâm
- Thị trấn Lộc Thắng
- Xã BLá
- Xã Lộc An
- Xã Lộc Bắc
- Xã Lộc Bảo
- Xã Lộc Đức
- Xã Lộc Lâm
- Xã Lộc Nam
- Xã Lộc Ngãi
- Xã Lộc Phú
- Xã Lộc Quảng
- Xã Lộc Tân
- Xã Lộc Thành
- Xã Tân Lạc

### HuyệnCát Tiên
- Thị trấn Đồng Nai
- Xã Đồng Nai Thượng
- Xã Đức Phổ
- Xã Gia Viễn
- Xã Mỹ Lâm
- Xã Nam Ninh
- Xã Phù Mỹ
- Xã Phước Cát 1
- Xã Phước Cát 2
- Xã Quảng Ngãi
- Xã Tiên Hoàng
- Xã Tư Nghĩa

### Huyện Đạ Huoai
- Thị trấn Đạ MRi
- Thị trấn Ma Đa Guôi
- Xã Đạ MRi
- Xã Đạ Oai
- Xã Đạ Ploa
- Xã Đạ Tồn
- Xã Đoàn Kết
- Xã Hà Lâm
- Xã Ma Đa Guôi
- Xã Phước Lộc

### Huyện Đạ Tẻh
- Thị trấn Đạ Tẻh
- Xã An Nhơn
- Xã Đạ Kho
- Xã Đạ Lây
- Xã Đạ Pal
- Xã Hà Đông
- Xã Hương Lâm
- Xã Mỹ Đức
- Xã Quảng Trị
- Xã Quốc Oai
- Xã Triệu Hải

### Huyện Đam Rông
- Xã Đạ KNàng
- Xã Đạ Long
- Xã Đạ Rsal
- Xã Đạ Tông
- Xã Đầm Ròn
- Xã Liêng SRônh
- Xã Phi Liêng
- Xã Rô Men

### Huyện Di Linh
- Thị trấn Di Linh
- Xã Bảo Thuận
- Xã Đinh Lạc
- Xã Đinh Trang Hòa
- Xã Đinh Trang Thượng
- Xã Gia Bắc
- Xã Gia Hiệp
- Xã Gung Ré
- Xã Hòa Bắc
- Xã Hòa Nam
- Xã Hòa Ninh
- Xã Hòa Trung
- Xã Liên Đầm
- Xã Sơn Điền
- Xã Tam Bố
- Xã Tân Châu
- Xã Tân Lâm
- Xã Tân Nghĩa
- Xã Tân Thượng

### Huyện Đơn Dương
- Thị trấn Đ Ran
- Thị trấn Thạnh Mỹ
- Xã Đạ Ròn
- Xã Deune
- Xã Ka Đô
- Xã Lạc Lâm
- Xã Lạc Xuân
- Xã Pró
- Xã Quảng Lập
- Xã TuTra

### Huyện Đức Trọng
- Thị trấn Nghĩa Liên
- Xã Bình Thạnh
- Xã Đà Loan
- Xã Đa Quyn
- Xã Hiệp An
- Xã Hiệp Thạnh
- Xã Liên Hiệp
- Xã NThol Hạ
- Xã Ninh Gia
- Xã Ninh Loan
- Xã Phú Hội
- Xã Tà Hine
- Xã Tà Năng
- Xã Tân Hội
- Xã Tân Thành

### Huyện Lạc Dương
- Thị trấn Lạc Dương
- Xã Đạ Chais
- Xã Đạ Nhim
- Xã Đạ Sar
- Xã Đưng KNớ
- Xã Lát

### Huyện Lâm Hà
- Thị trấn Đinh Văn
- Thị trấn Nam Ban
- Xã Đạ Đờn
- Xã Đan Phượng
- Xã Đông Thanh
- Xã Gia Lâm
- Xã Hoài Đức
- Xã Liên Hà
- Xã Mê Linh
- Xã Nam Hà
- Xã Phi Tô
- Xã Phú Sơn
- Xã Phúc Thọ
- Xã Tân Hà
- Xã Tân Thanh
- Xã Tân Văn